# Quebrada Llau Llau
La Quebrada Llau Llau (del mapudungun llawllaw, hongo comestible que crece en la corteza del coihue (Cyttaria harioti), es un espacio natural en Chile, área declarada Santuario de la Naturaleza. Se ubica en el Fundo El Mauro de propiedad de Minera Los Pelambres, a 7 kilómetros aproximadamente al este de la localidad de Caimanes, en la comuna de Los Vilos, provincia del Choapa en la Región de Coquimbo.

## Santuario de la Naturaleza
Su superficie abarca 1.779,2 hectáreas y cuenta con un clima Mediterráneo y una amplia variedad de flora y fauna endémica. 
La zona es declarada como Santuario de la Naturaleza el 19 de enero de 2018, bajo solicitud por Minera Los Pelambres como compensación a los daños sobre la biodiversidad generados por la construcción del tranque de relaves en Fundo el Mauro.

## Recursos
Los principales recursos de la comunidad y la quebrada Llau Llau son el suelo, el agua y la vegetación, estos elementos son fundamentales para una mejor vida y para el bienestar personal y del ecosistema, igualmente se ha notado cómo el ambiente y la naturaleza ha sufrido muchos cambios negativos por consecuencia de la sequía y el calentamiento global.

## Ecosistema
Los ecosistemas mediterráneos están formados por especies que han ido evolucionado a través del tiempo para adaptarse a la gran escasez de agua y las relaciones luz-oscuridad, por lo que se ha tenido que modificado su estructura y hábitos de vida para permitirles vivir en estas zonas. En estos ecosistemas, debido a la creciente destrucción de hábitats naturales, que son hechos lamentables para el medio ambiente, encontramos que el valor de la biodiversidad es alto, hay muchas especies únicas del sector y muchas especies están en peligro de extinción (un hecho que esta afectando mundialmente por el lamentable calentamiento global y la sobrepoblación). Estas son algunas características que se cumplen en la Quebrada Llau Llau y hacen del área un área de alto valor de conservación.
El ecosistema mediterráneo de la Quebrada Llau Llau también se adapta a las características geomórficas, lo que le permite sobrevivir en áreas muy variables e inestables. En esta área, las pendientes y los arroyos determinan la distribución de las especies en función del agua disponible y las condiciones de luz. Cabe señalar que el agua de la  lluvia es el principal modelo hidrológico, y los arroyos y el flujo de agua juntos también brindan sombra a las especies que viven a temperaturas más bajas que las registradas en espacios abiertos.
En el análisis histórico y estudio de línea de base de animales y plantas en la Reserva de Barranco Llau Llau, se encontró que, debido al lamentable peligro de extinción, existen varias especies de animales y plantas endémicas clasificadas como protegidas. 

## Fauna
La fauna observada durante el monitoreo realizado por el departamento indicó la existencia de dos tipos de aves: el buitre andino (buitre) se clasifica como una especie vulnerable, y la paloma (Columba) se clasifica como el ave de menor preocupación. 
En el caso de los anfibios, se registró la existencia de una rana de cuatro ojos (Pleurodema thaul) clasificada como caso amenazado. 
En lo que respecta a los mamíferos, se registran 10 especies en la categoría: murciélago pequeño de orejas largas, zorro culpeo, murciélago orejudo, cururo, murciélago cola de ratón y yaca se enumeran como menos preocupados; gato colocolo, murciélago orejudo norte y los pumas se clasifican como "amenazas cercanas", mientras que los murciélagos grises describen datos insuficientes.

## Flora
En cuanto a la composición de la vegetación, un total de 8 especies se clasifican con algún tipo de protección. Entre ellos, 2 se encuentran en estado vulnerable y corresponde a Guayacán y Hierba coca, 1 está clasificado como peligroso correspondiente a Canelo, los 4 estados de atención más bajos corresponden a Puya, Canelo, Pacul, Doradilla y Palito negro y el último se clasifica como casi Quisco correspondiente a la amenaza.